# 圣公会三一堂 (圣奥古斯丁)
圣公会三一堂（Trinity Parish）是一座历史悠久的美国圣公会教堂，位于美国佛罗里达州圣奥古斯丁市中心的国王街和圣乔治街的拐角处。它是佛罗里达州最古老的新教教堂，拥有圣公会佛罗里达教区最古老、最美丽的花窗玻璃窗户。 

## 历史
圣奥古斯丁三一堂区成立于 1821 年，在佛罗里达州成为美国领土后不久。1838 年圣公会佛罗里达教区成立时，三一堂是最早的七个堂区之一。
第一座教堂建筑于 1830 年开始，于 1831年 6 月 30 日开始礼拜。建筑材料是贝灰岩，这是一种当地的贝壳岩，也用于建造圣马科斯堡，最初的建筑宽 36英尺（11）长50英尺（15）。 1834年 6 月 5 日，南卡罗来纳州主教 Nathaniel Bowen 正式献堂。
在接下来的几年里，增长缓慢但稳定，教堂得到了一些小的补充和改进。在美国内战 之前添加了三扇花窗玻璃。奥卢斯蒂之战对该州、佛罗里达教区和三一堂造成了可怕的损失。
接下来的 50 年见证了圣奥古斯丁和三一堂的缓慢复苏，一位平信徒筹集资金，以维持教会。1895年Sturges牧师到达，认为教堂建筑太小并且急需维修，于是开始了为期六年的努力，以获得扩建教堂的计划和资金。工程于1902 年初开始，1903年1月17日，在新教堂举行第一次礼拜，该堂为十字平面，新哥特式风格，可容纳 300人。
20 世纪给圣奥古斯丁带来了深刻的变化，人口大幅增加，冬季游客稳步增加，其中许多人选择在三一堂礼拜。
路易斯•菲茨-詹姆斯•辛德利（L. Fitz-James Hindry）从 1904 年到 1936 年担任牧师。他的任期见证了许多平信徒组织的成立。查尔斯•西摩牧师从1949年到 1964 年服务于三一堂。1955年，增加了两层楼的教育设施和堂区大厅。西摩时期是三一堂发生重大变化的时期，到 1959 年，信徒人数上升到 500 多人。1960 年，在一次成功的运动之后，三一堂从一个相对较小的教堂变成了一个完整的综合体，拥有新的教区大厅、厨房、教室、行政办公室和一个托儿所。在建筑上，新的设施和隐蔽的人行道补充并延续了历史教堂建筑的新哥特式特征。
萨弗兰（Saffran）在 1980 年代和 1990 年代担任牧师，信徒人数不断增加。他在1997年退休。从 2005 年至 2018 年，由大卫韦德纳服务三一堂。

## 三一厅
在 21 世纪初，教堂购买附近一座建筑物，用于服务信徒和社区。新建筑被命名为“三一厅”（Trinity Hall），现在是教会活动的聚会场所，包括每月的堂区早餐、周三晚餐、特别庆祝活动和招待会、短期培信班、乌尔特雷亚、国王之女、圣安德烈兄弟会、青年团体、地区会议和教区会议。它是三一堂委会的一个组成部分。该建筑是 6,000 sq ft（560 m2）。可容纳400人。

## 花窗玻璃
彩色玻璃窗的初衷最初目的是教导宗教的伟大真理，而不是装饰。由于大多数人既不会读也不会写，所以窗户被用来解释经文和符号的意义。从1859 年开始，三一堂的窗户已有160 多年的历史。十扇窗户，包括祭坛上方的三聯畫是由德国慕尼黑的弗朗兹•迈尔公司（Franz Mayer & Co.）制造的，一扇窗户是路易斯•康福特•蒂芙尼（Louis Comfort Tiffany）的作品。两扇窗户作为一般的感谢祭，二十六扇窗是纪念亲人的：妻子、丈夫、儿子、其他家庭成员和牧师。
三一堂的窗户让人想起许多伟大的圣经人物和事件。耶稣曾三度被描绘为好牧人，他的生平从诞生到复活都被记录下来。在国王街的旧门，强调了四位福音传道者-马太、马可、路加和约翰。
这是唯一一扇可以从教堂外面观看和阅读的窗户。入口上方的圆形“鸽子”玻璃与彩色和彩绘的传统玻璃相得益彰。在所有窗户上都可以找到基督教信仰的象征；鸽子、小麦和葡萄、百合和西番莲、十字架、圣经、以及旧约和新约的圣经引文。
二十八扇窗户中的每一扇都是不同的，但它们共同构成了一幅色彩斑斓的马赛克，在阳光照射下美丽非凡，突出了三一堂的尊严和宁静。
1991年至1992年间，对教堂的29扇窗户进行了全面修复。由于窗户的巨大价值，又安装了新的保护玻璃。

## 管风琴
第一台管风琴由纽约人亨利•埃尔本（Henry Erben）制造，于1857年在三一堂组装，于 1902 年拆卸，
1914 年，朱尼厄斯 T. 史密斯的遗孀劳拉在教堂放置了一台3层手键盘、22套管的奥斯丁管风琴，型号为 Opus 504，以纪念她的亡夫。这台管风琴使用了 50 多年，直到因破坏木材的生物和渗水而变得无法修复。
1965 年，堂会成立了一个委员会来研究该主题并提出建议。Æeolian-Skinner 管风琴公司曾为多个著名机构提供乐器，包括盐湖城的盐湖城大礼拜堂和纽约市的聖者約翰座堂。委员会选择了这家公司，堂会也投票确认了他们的选择。该风琴于 1966 年年中订购，一年后完成制造。1967 年感恩节前安装，3层手键盘、41套管、2,349根音管。
安装 Aeolian-Skinner 风琴时，约翰•帕金是三一堂的风琴师。在1996 年之前，他建议堂会，管风琴需要翻新，包括彻底清洁、修复控制台以及更换或修复几组音管。翻新历时三年多，于 1999 年 1 月重新投入使用。翻新采用了最新技术，可以用计算机控制风琴，并以数字方式再现其他著名风琴的声音。 Aeolian-Skinner 管风琴仍然是 3层手键盘，但由41套管升级为91 套管。使其成为 Opus 1482 混合音管和数字管风琴，可以发出模仿长笛、双簧管、小号、竖琴和 管钟的乐器声音。

## 钟琴
1971 年，为了庆祝教堂成立 150 周年，海伦斯蒂芬斯捐赠给教堂的第一台钟琴，以纪念她的父母。她的父亲路易斯•菲茨-詹姆斯•辛德利 (Louis Fitz-James Hindry) 担任牧师超过 30 年。二十五年后，她再次捐赠。海伦斯蒂芬斯于 2001 年去世，她的家人于2003年11月向教堂赠送了一台自动钟琴，在每一刻钟播放一首歌曲，以纪念她。中午 12:30 和下午 5 点，30 分钟的节目开始。